# Crataegus almaatensis
Crataegus almaatensis är en rosväxtart som beskrevs av Antonina Ivanovna Pojarkova. Crataegus almaatensis ingår i Hagtornssläktet som ingår i familjen rosväxter. Inga underarter finns listade i Catalogue of Life.